# Giovanni (meteorologia)
Giovanni (meteorologia) – oprogramowanie pozwalające na prostą analizę danych satelitarnych NASA oraz pomiarów naziemnych.
Giovanni umożliwia analizę informacji dotyczących chemii atmosfery, temperatury atmosfery i oceanu, pary wodnej, chmur, aerozoli, opadów, i chlorofilu.
Giovanni jest akronimem nazwy "The GES-DISC Interactive Online Visualization ANd aNalysis Infrastructure". Dane satelitarne i meteorologiczne mogą pochodzić z wielu źródeł i formatów m.in. Hierarchical Data Format (HDF), HDF-EOS, network Common Data Form (netCDF), GRIdded Binary (GRIB), a wyniki są przedstawaiane w postaci graficznej jako wykresy w funkcji czasu, wykresy Hovmöllera, oraz animacje danych meteorologicznych.